# Хернинг
Хернинг (дат. Herning) — город в коммуне Хернинг области Центральная Ютландия (Дания), административный центр коммуны Хернинг.

## История
Город был основан в начале XIX века и стал центром текстильной промышленности. В 1913 году город стал ярмарочным центром. В настоящее время в Хернинге расположен Messecenter Herning — крупнейший выставочный центр в Скандинавии.

## Экономика
Строится крупнейший в мире завод по производству твердооксидных электролизеров.
В Хернинге есть предприятия пищевой промышленности: шоколадная фабрика Ludwig Weinrich и фабрика по производству кофе Lavazza.
Также в городе функционирует фабрика конструктора «Lego Group».

## Культура
В Хернинге расположен Музей современного искусства. В непосредственной близости от него находится другой крупный музей — Карла Хеннинга Педерсена и Эльзы Альфельт.
Хернинг вместе с городами Копенгагеном, Хорсенсом, Фредерисией и Ольборгом подал свою заявку на проведение конкурса Евровидение-2014. Этот фестиваль планировалось провести на арене «Йюске-банк-боксен» вместимостью более 10 000 человек. В итоге из пяти городов был выбран Копенгаген.

## Спорт

### Спортивные клубы
В Хернинге есть хоккейный клуб «Хернинг Блю Фокс» — 16-кратный чемпион и 7-кратный обладатель Кубка Дании по хоккею с шайбой. Играет на хоккейной арене KVIK.
Футбольный клуб Хернинга — «Мидтьюлланн». Он трёхкратный чемпион Дании и двукратный обладатель Кубка Дании по футболу. Домашние матчи проводит на стадионе «МСХ Арена» общей вместимостью свыше 11 000 зрителей. На арене проходили матчи чемпионата Европы U-21 2011 года. Это были 3 игры группы B (Испания — Англия 1:1; Украина — Англия 0:0; Украина — Испания 0:3) и 1 полуфинальная игра (Швейцария — Чехия 1:0).

### Спортивные соревнования
В 1952 и 1958 годах в Хернинге прошли чемпионаты Дании по шахматам.
В 2009 году Хернинг принимал чемпионат мира по борьбе.

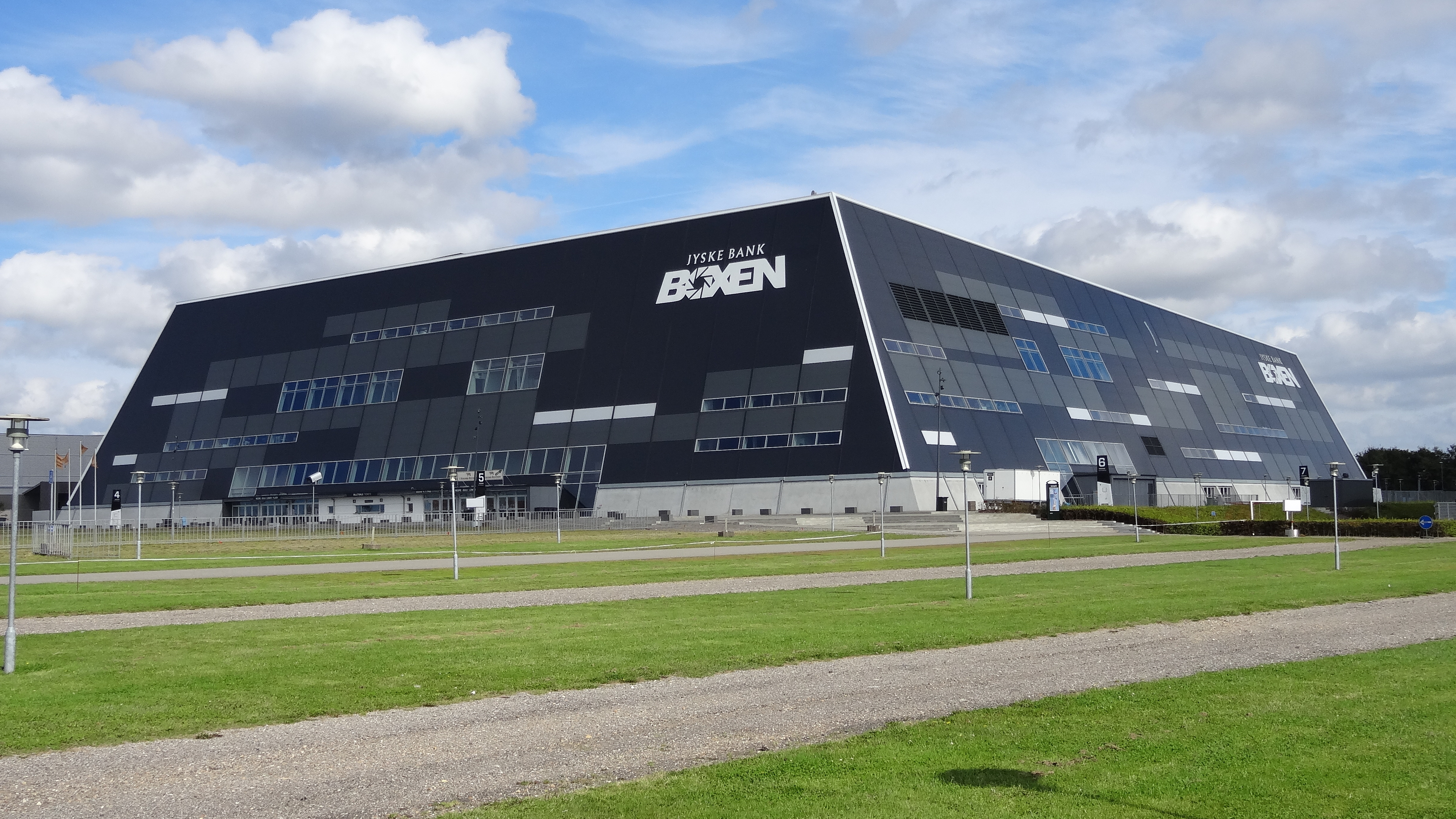
«Йюске-банк-боксен» в Хернинге

В 2010 году в городе открылась многофункциональная арена «Йюске-банк-боксен» вместимостью более 12 000 человек, и с тех пор город регулярно принимает крупнейшие соревнования европейского и мирового уровня.
В 2013 году в Хернинге прошёл чемпионат Европы по конкуру, выездке и паралимпийской выездке. В этом же году в городе проходили матчи предварительного этапа (группа C) чемпионата Европы по волейболу среди мужчин.
В декабре 2013 года принимал чемпионат Европы по плаванию на короткой воде.
В 2018 и 2025 годах Хернинг принимал чемпионаты мира по хоккею с шайбой.
В январе 2019 года город принимал чемпионат мира по гандболу среди мужчин, включая финал. В декабре 2020 года Хернинг принимал чемпионат Европы по гандболу среди женщин, в том числе финальный матч.